# Benning Wentworth

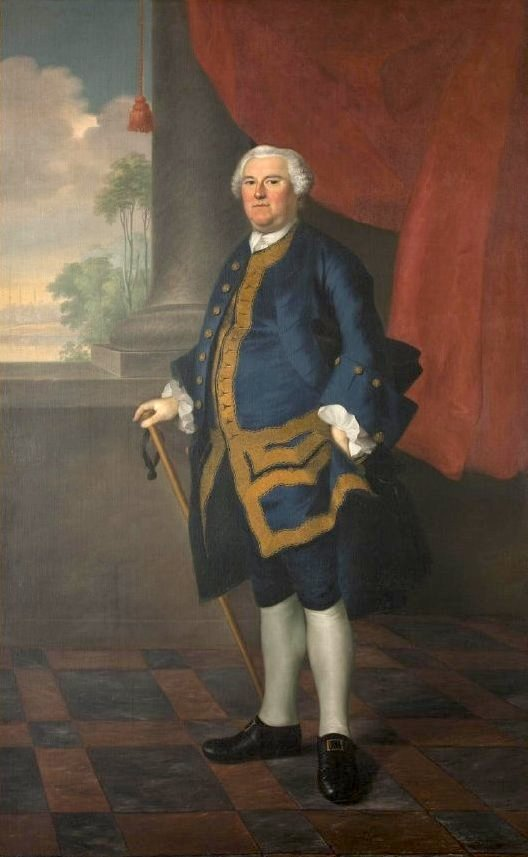
Porträt von Benning Wentworth aus dem Jahr 1760 von Joseph Blackburn

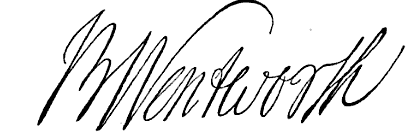
Unterschrift von Benning Wentworth

Benning Wentworth (* 24. Juli 1696 in Portsmouth (New Hampshire); † 14. Oktober 1770 ebenda) war Kolonialgouverneur von New Hampshire von 1741 bis 1766.

## Leben
Als ältestes von 14 Kindern des Vizegouverneurs von Massachusetts John Wentworth war er Urenkel des Ältesten William Wentwort der evangelisch-methodistischen Kirche. Unter seinem Vater stieg die Familie zu einer der prominenten politischen Händlerfamilien der Kolonie auf.
Benning Wentworth machte im Jahr 1715 seinen Abschluss am Harvard College. Er war Händler in Portsmouth, importiert wurden Weine aus Spanien und im Gegenzug exportierte er Holz aus den Wäldern von New Hampshire. Zudem vertrat er die Town gegenüber der Regierung. Zum königlichen Rat wurde er am 12. Oktober 1734 ernannt.

## Gouverneur von New Hampshire
Das Amt des ersten Gouverneur von New Hampshire übernahm er 1741. Jahre zuvor hatte sein Vater bereits Lobbyarbeit bei den Kolonialbeamten geleistet, um einen separaten Gouverneur für New Hampshire zu etablieren. Bis zu diesem Zeitpunkt stand New Hampshire unter Aufsicht des Gouverneurs der Province of Massachusetts Bay. Jonathan Belcher, bis dahin Gouverneur beider Provinzen, hatte während seiner Amtszeit viele Landbewilligungen in umstrittenen Gebieten westlich des Merrimack River erteilt. Dies führte zu Spannungen mit dem Gouverneur von Massachusetts. Der Streit erreichte schließlich Georg II. August und die Regierung beschloss in den späten 1730er Jahren die beiden Gouverneure zu trennen.
Zu dieser Zeit befand sich Wentworth in London, um sich um eine persönliche Finanzkrise zu kümmern. Nach der Lieferung einer Ladung Holz nach Spanien stand die Bezahlung der Lieferung aus, da aufgrund von schwierigen diplomatischen Beziehungen keine Zahlung erfolgte. Um die eigenen Gläubiger bezahlen zu können, musste sich Wentworth Geld leihen und versuchte in London die Zahlungen aus Spanien zu sichern. Da diplomatische Schritte nicht erfolgreich waren, der War of Jenkins’ Ear begann 1739 als Folge dieser Streitigkeiten, wurde Wentworth in den Konkurs getrieben. Im Rahmen des Insolvenzverfahrens behauptete er, die britische Regierung würde ihm wegen der spanischen Nichtzahlung noch £ 11.000 schulden. Seine Londoner Gläubiger stimmten zu, auf die sofortige Rückzahlung der Schulden zu verzichten, wenn die Regierung ihm das Amt des Gouverneurs von New Hampshire anbietet. Unter der Bedingung, dass Wentworth seine Forderung gegen die Regierung aufgibt, wurde ihm das Amt übertragen.
Die Bestätigung ins Amt wurde im Juni 1741 erteilt. Später wurde er auch als des Königs Landvermesser bezeichnet.  Am 13. Dezember 1741 trat Wentworth das Amt an.

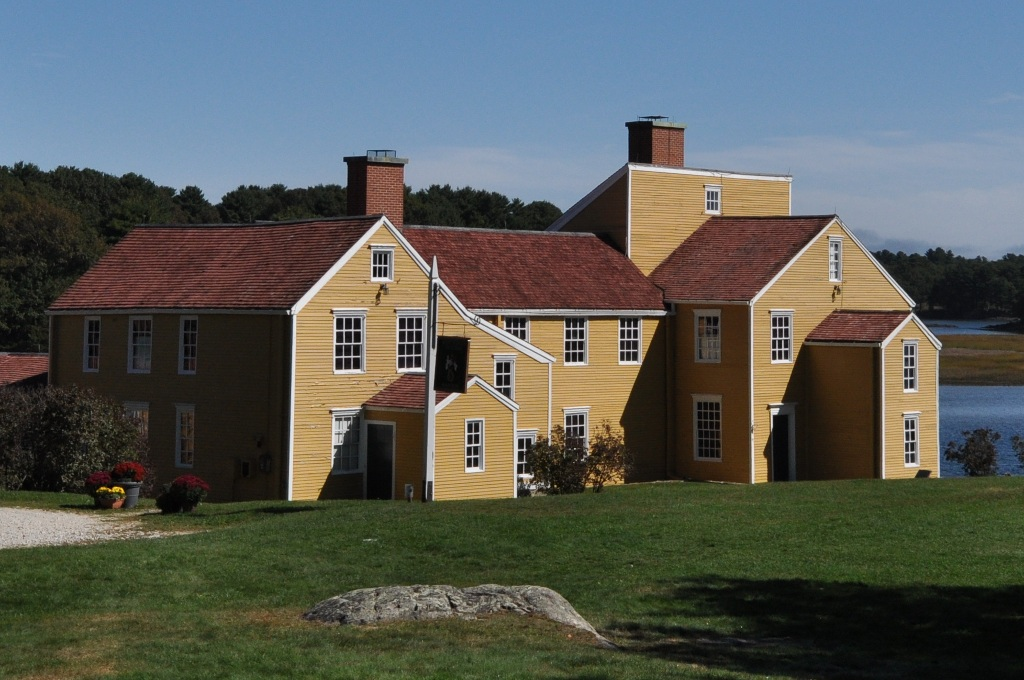
Die Villa Wentworth-Coolidge

Wentworth war von der Krone autorisiert Grants auf unbewohntes Land zu gewähren. Damit begann er im Jahre 1749 im südlichen Vermont. Durch eine Regelung zum Verkauf von Grundstücken an Landentwicklern bereicherte er sich auch persönlich, trotz der Ansprüche, die auch die Provinz New York auf diese Region hatte. Neue Townships benannte er nach berühmten Zeitgenossen um Unterstützung für sein Unternehmen zu finden. Ein Beispiel ist die Gemeinde Rutland nach John Manners, 3. Duke of Rutland. Er benannte 129 Towns innerhalb von 15 Jahren.
Bennington benannte er nach sich selbst. In jeder dieser Grants bedachte er die Church of England und auch sich selbst. Letztlich führte diese Regelung um die New Hampshire Grants zu Streit zwischen New York, Massachusetts und den Siedlern in Vermont. Der Streit wurde erst beigelegt, als Vermont im Jahre 1791 ein eigener Staat wurde.
Den Bau von Fort Wentworth bei Northumberland (New Hampshire), benannt nach sich selbst, gab er 1755 in Arbeit. Wichtige Regierungspositionen besetzte Wentworth mit Verwandten. Diese stattete er auch umfangreich mit Ländereien aus. Über diese Praktiken waren Geschäftsleute und Bewohner zunehmend verärgert. Sie warfen seiner Regierung Korruption, hohe Steuern, Misswirtschaft und die Vernachlässigung der Holzhandels im Interesse der Krone vor und erzwangen seinen Rücktritt im Jahr 1767.
Später spendete Wentworth 500 Hektar Land an das Dartmouth College für den Bau der Gebäude. Sein Neffe John Wentworth folgte ihm als Gouverneur.

## Familie

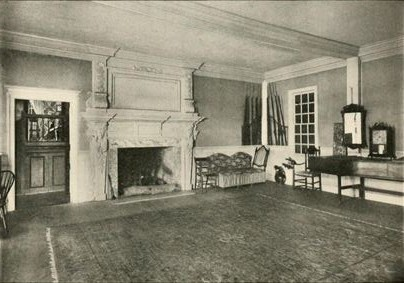
Arbeitszimmer in Wentworth-Coolidge Mansion

1719 heiratete er Abigail Ruck in Boston. Sie hatten drei gemeinsame Kinder, von denen keines den Vater überlebt hat. Abigail Wentworth starb am 8. November 1755.
Im Alter von 64 Jahren heiratete Wentworth 1760 seine deutlich jüngere Haushälterin Martha Hilton. Diese Ehe stellte einen beträchtlichen Skandal zu dieser Zeit dar. Henry Wadsworth Longfellow schrieb „Lady Wentworth“ über Martha Wentworth. Sie war die einzige Erbin des großen Grundstücks ihres Mannes nach seinem Tod.